# كمالية برصية
الكَمَالِيَة البُرْصِيَّة (نسبة إلى مدينة بورصة بتركيا) نوع نبات عشبي من جنس الكمالية من الفصيلة الوردية، اسمه العلمي Alchemilla bursensis. تكثر الكمالية البرصية في شمال غربي تركيا قرب مدينتي بورصة وتختكوبر.